# Tört-Kül
Tört-Kül (kirgisisch Төрт-Күл айыл аймагы) ist eine Landgemeinde (ajyl aimagy) im Rajon Batken des Oblus Batken in Kirgisistan. Sie besteht aus den 5 Dörfern: 
- Ak-Ötök (kirgisisch Ак-Өтөк)
- Ak-Turpak (kirgisisch Ак-Турпак)
- Sar-Tasch (kirgisisch Зар-Таш)
- Tschong-Gara (kirgisisch Чоң-Гара)
- Tschong-Talaa (kirgisisch Чоң-Талаа)

Das Verwaltungszentrum ist das Dorf Ak-Ötök. Im Jahr 2009 hatte die Landgemeinde 5323 Einwohner. Bis 2023 wuchs die Bevölkerung auf 8380 Einwohner.
| Dorf          | Einwohnerzahl (2009) | Einwohnerzahl (2021) |
| ------------- | -------------------- | -------------------- |
| Ak-Ötök       | 0360                 | 0401                 |
| Ak-Turpak     | 1211                 | 1274                 |
| Sar-Tasch     | 0589                 | 0915                 |
| Tschong-Gara  | 2419                 | 3472                 |
| Tschong-Talaa | 0744                 | 1800                 |